# Lee Seung-yun
Lee Seung-yun (n. 18 aprilie 1995, Incheon, Coreea de Sud) este un arcaș ce a reprezentat Coreea de Sud, medaliat olimpic. A participat la o ediție a Jocurilor Olimpice (2016) în care a câștigat o medalie de aur.